# حسن نصر الله
السَّيِّد حسن عبد الكريم نصر الله (1380- 1446 هـ / 1960- 2024 م) هو الأمين العام الثالث لحزب الله، تولَّى هذا المنصب في 16 فبراير 1992 بعد اغتيال السيد عباس الموسوي على يد إسرائيل. شغل هذا المنصب حتى اغتياله في 27 سبتمبر 2024.
وُلد نصر الله في برج حمود، وعاش في مِنطقة الكارنتينا. تعود أصوله إلى بلدة البازورية في جنوبيِّ لبنان، واضطُرَّت عائلته للنزوح إلى بيروت بحثًا عن فرص عمل. يُلقَّب بـ "السيِّد" نسبة إلى انتمائه لعائلة نصر الله.
في أعقاب الغزو الإسرائيلي للبنان عام 1982، احتلت إسرائيل جنوبيَّ لبنان بالتعاون مع جيش لبنان الجنوبي بقيادة أنطوان لحد. قاد نصر الله ما بين 1985 و2000 العديدَ من العمليات العسكرية على الاحتلال الإسرائيلي، أفضَت إلى انسحاب إسرائيل الكامل من الجنوب اللبناني دون التوصُّل إلى أيِّ اتفاقية أو معاهدة مع لبنان.
في الانتخابات النيابية عام 1992، دخل حزب الله البرلمان اللبناني للمرَّة الأولى، بعد حصوله على 12 مقعدًا. وفي عام 2006، وقَّع نصر الله مذكرة تفاهم مع ميشال عون والتيار الوطني الحر، ما أسَّس لتحالف إستراتيجي استمرَّ حتى يوم اغتياله. وفي العام نفسه، اندلعت حرب تموز إثر قيام حزب الله بأسر جنديين إسرائيليين في عملية الوعد الصادق، واستمرَّت العمليات العسكرية بين الجانبين مدَّة 34 يومًا، وانتهت بقرار مجلس الأمن الدَّولي رقم 1701.
بدءًا من عام 2012، أصبح حزب الله طرفًا فاعلًا في الحرب الأهلية السورية، داعمًا للحكومة السورية. يُعد حسن نصر الله من أبرز قادة الشيعة في لبنان، ورمزًا لمِحوَر المقاومة ومعارضة إسرائيل. تحوَّل حزب الله تحت قيادته إلى عنصر فاعل في الحياة السياسية اللبنانية، وشارك في العديد من الحكومات واللجان النيابية.
صنَّفت الولايات المتحدة، والاتحاد الأوربي، وعددٌ من الدول الحليفة لهما حزب الله منظمةً إرهابية (على نحو كامل أو جزئي). في حين تَعُد روسيا الحزب منظمةً سياسية واجتماعية شرعية، فيما يستمرُّ في تلقِّي الدعم المستمرِّ من إيران. أما الصين، فتتبنَّى موقفًا محايدًا، وتحافظ على عَلاقات عامَّة مع الحزب.

## النشأة
وُلد حسن بن عبد الكريم نصر الله في برج حمود بقضاء المتن، يوم الأربعاء 9 ربيع الأول 1380هـ الموافق 31 أغسطس 1960م، لعائلة شيعية. وكان الطفل التاسع من أصل عشر أطفال. والده، عبد الكريم نصر الله، كان قد ولد في البازورية، وهي مدينة في جنوب لبنان بقرب صور، وعمل في تجارة الخضار والفواكه. لم تكن عائلته متدينة، لكنَّه كان مهتمًّا بدراسة أصول الدين. التحق بمدرسة النجاح، ثم مدرسة سن الفيل الرسمية ذات الأغلبية المسيحية.
عام 1975، اندلعت الحرب الأهلية اللبنانية، وأجبرت عائلة نصر الله، الذي كان بعمر 15 سنة، على العودة إلى البازورية. أكمل دراسته في مدرسة صور الرسمية للبنين، ثم انضم إلى حركة أمل، في ظل طابع البلدة الشيوعي والماركسي. عُيِّن نصر الله مندوبًا للحركة في البازورية.
تعرَّف في صور إمامَ مسجد الإمام جعفر الصادق السيد محمد الغروي، الذي ساعده في الذهاب إلى النجف، حيث تلقَّى الدراسة الإسلامية في الحوزة العلمية. التقى هناك بعباس الموسوي، الرجل الذي ستجمعه به عَلاقة صداقة متينة وشراكة في تأسيس حزب الله لاحقًا. بعد أن أنهى المرحلة الأولى من دراسته، اضطُرَّ نصر الله إلى العودة إلى لبنان في 1979.
بعد عودته إلى لبنان، درس نصر الله وعلَّم بالحوزة الدينية في بعلبك، التي كانت تتبع تعاليم آية الله محمد باقر الصدر، مؤسس حركة الدعوة في النجف في عقد الستينيات. وأصبح لاحقًا مندوب حركة أمل في البقاع، وعضوًا في مكتبها السياسي المركزي.

## حزب الله

### تأسيس حزب الله
بعد الإجتياح الإسرائيلي للبنان عام 1982، حصل إنقسام في صفوف حركة أمل وظهر تيارين، التيار الأول بقيادة نبيه بري، الذي كان مستعدًا للانضمام إلى هيئة الإنقاذ الوطني، وكانت تتألف إلى جانب بري كلًا من رئيس الجمهورية إلياس سركيس، رئيس الحكومة شفيق الوزان، فؤاد بطرس، نصري المعروف، وليد جنبلاط وبشير الجميل. التيار الآخر المعارض، بقيادة عباس الموسوي، رفض الانضمام للهيئة بسبب وجود بشير الجميل فيها بعد تعامله مع إسرائيل.
مع تفاقم النزاع، انشق التيار الثاني عن حركة أمل، وظهر حزب الله للمرة الأولى، ودعا أعضاؤه الجدد الحركيين إلى ترك أمل التي يقودها بري والانضمام إلى حزب الله. شارك نصر الله في تأسيس حزب الله وانضم إليه عام 1982، عندما كان بعمر 22 سنة. انحصرت مسؤولياته الأولى بالتعبئة وإنشاء الخلايا العسكرية. تولّى لاحقًا منصب نائب مسؤول منطقة بيروت، ثم أصبح مسؤولًا عليها. أستحدث لاحقًا منصب المسؤول التنفيذي العام، وقد شغله نصر الله أيضًا وأصبح بذلك عضوًا في مجلس الشورى، وهو أعلى هيئة قيادية ضمن حزب الله. في 1989، غادر من بيروت إلى قم في إيران، حيث تابع هناك دراساته الدينية.
في 1991، بعد التطورات في الساحة اللبنانية والنزاعات المسلحة بين حزب الله وحركة أمل عاد إلى لبنان، وأنتخب عندها عباس الموسوي أمينًا عامًا للحزب ونعيم قاسم نائبًا له، وإستلم نصر الله مسؤولياته التنفيذية السابقة.

### قيادة حزب الله وتحرير جنوب لبنان
بعد اغتيال إسرائيل للأمين العام عباس الموسوي بضربة جوية، أنتخب نصر الله خلفًا له في 16 شباط 1992. خلال قيادته، حصل حزب الله على صواريخ ذات مدى طويل، ما سمح لهم بإستهداف شمال إسرائيل رغم إحتلالها لجنوب لبنان. في 1993، قامت إسرائيل بعملية تصفية الحساب (حرب الأيام السبعة)، ما تسبب بتدمير معظم البنى التحتية اللبنانية. اعتبرت إسرائيل العملية ناجحة، إلا أنها فشلت بتحقيق أهدافها المتمثلة بتدمير حزب الله وترسانة صواريخه. انتهى القتال بإتفاق بين الطرفين، تتوقف بموجبه إسرائيل عن هجماتها في لبنان مقابل أن يتوقف حزب الله عن قصف شمال إسرائيل.
رغم التوقّف لفترة قصيرة، قَصَفَت إسرائيل أهداف قريبة من مواقع مدنية، ما دفع حزب الله للإستمرار في قصف شمال إسرائيل وإستهداف القوات المسلحة الإسرائيلية وجيش لبنان الجنوبي في 1996، أطلقت إسرائيل عملية عناقيد الغضب (حرب نيسان)، أدّت إلى عزل المدن الساحلية وتفجير قاعدة عسكرية سورية. بعد 16 يومًا من القتال، تفاهم الطرفان على وقف إطلاق النار. كما في 1993، لم يدم التفاهم طويلًا.
في إسرائيل، ظهر خلاف حول ضرورة وجود القوات المسلحة الإسرائيلية في جنوب لبنان. بعد خسائر إسرائيلية كبيرة في الجنوب، رأى بعض السياسيين الإسرائيليين أن الحل الوحيد لإنهاء الصراع هو انسحاب إسرائيل من لبنان. عام 2000، سحب رئيس الحكومة الإسرائيلية إيهود باراك جميع القوات الإسرائيلية نهائيًا من لبنان. بعد الانسحاب، إنهارت ميليشيا جيش لحد، هرب بعض أعضائها إلى إسرائيل، واعتقل حزب الله بعضهم وسلّمهم للسلطات القضائية لمحاكمتهم. بعد النجاح أمام إسرائيل، زادت شعبية حزب الله في لبنان والعالم الإسلامي.
في 2004، لعب نصر الله دورًا أساسيًا في عمليات تبادل الإسرى بين حزب الله وإسرائيل، ما أدى للإفراج عن مئات الأسرى الفلسطينيين واللبنانيين، بالإضافة إلى إعادة الكثير من الجثث بما فيها جئة إبنه هادي نصر الله الذي فقده عام 1997. مجددًا، حقق حزب الله نجاحًا ومدح نصر الله على مدى واسع لتحقيقه هذه الإنجازات.
في ديسمبر 2007، نشر تقرير في جريدة الشرق الأوسط، إدعت فيه أن قيادة الجناح العسكري في حزب الله إنتقل من نصر الله إلى نائبه نعيم قاسم في أغسطس من العام نفسه. رفض حزب الله هذه التقارير، واعتبرها محاولة لإضعاف شعبية الحزب. في أكتوبر 2008، عيّن قريبه هاشم صافي الدين، لخلافة حسن نصر الله في منصب الأمانة العامة لحزب الله.

## الحياة السياسية

### الانتخابات النيابية 1992
في الانتخابات النيابية 1992، دخل حزب الله مجلس النواب اللبناني أول مرة منذ تأسيسه. نجح الحزب في الحصول على 8 مقاعد نيابية، إضافة إلى 4 مستقلِّين كانوا ضمن كتلته.

### التفاهم مع التيار الوطني الحر
تفاوض نصر الله على مذكرة تفاهم مع التيار الوطني الحر بقيادة العماد ميشال عون. وافق نصر الله خلال التفاهم على نزع سلاحه في حال عودة السجناء اللبنانيين في السجون الإسرائيلية، وخروج إسرائيل من مزارع شبعا. وجرى الاتفاق على العفو عن الهاربين من أعضاء جيش لبنان الجنوبي (لحد). في المقابل، رأى عون أن نزع سلاح حزب الله من خلال العمليات السياسية يؤدي للحفاظ على أرواح الكثيرين وتفادي خسارتها في حروب لا داعي لها. يرى معارضو هذا الاتفاق أنه غير واضح تمامًا في عملية نزع السلاح، وأدى إلى تعزيز قوة حزب الله الداخلية بمنحه دعمًا مسيحيًّا.

### اعتصام المعارضة
في 11 نوفمبر 2006، استقال جميع الوزراء الشيعة الستة في حكومة فؤاد السنيورة، منهم إثنين من حزب الله، اعتراضًا على قرار إنشاء محكمة دولية للتحقيق في قضية اغتيال الحريري. السنيورة رفض جميع الاستقالات وأرسلت الحكومة بعد يومين طلبًا رسميًا إلى مجلس الأمن لإنشاء محكمة دولية بهذا الخصوص. في 1 ديسمبر، تجمع مئات الآلاف من المتظاهرين في بيروت، مطالبين بإستقالة فؤاد السنيورة. استمرت المظاهرات 18 شهرًا، وأدت في النهاية إلى اتفاق الدوحة، الذي مثل فيه حزب الله النائب محمد رعد وحسين الحاج حسن والوزير المستقيل محمد فنيش. حصلت المعارضة بموجب الاتفاق على 11 وزيرًا من أصل 30، ما منحها قدرة الفيتو.

### الفراغ الرئاسي
بين 2014 و2016، فشل مجلس النواب اللبناني في انتخاب رئيس جمهورية جديدة بعد انتهاء ولاية الرئيس السابق ميشال سليمان. في البداية، كان المرشح الوحيد هو سمير جعجع، ما أدّى لمقاطعة تحالف 8 آذار للجلسات الإنتخابية، وبالتالي عدم إكمال النصاب القانوني لفترة طويلة. في النهاية، أنتخب ميشال عون رئيسًا للجمهورية، وكان قد حظي بدعم حزب الله منذ ترشحه للمنصب.

### ثورة 17 تشرين
في 17 أكتوبر 2019، نتيجة الأزمة المالية والاقتصادية الخانقة في لبنان، تظاهر اللبنانيون بشكل واسع للمطالبة بتنحي الطبقة السياسية، تشكيل حكومة متخصيص مستقلين وإجراء إصلاحات شاملة تنقذ لبنان من أزمته. إستهدفت الاحتجاجات جميع الأطراف السياسية، بما فيها حسن نصر الله وحزب الله، حيث ترددت عبارة «كلن يعني كلن نصر الله واحد منن» بين المتظاهرين. أدّت التظاهرات لإستقالة رئيس الحكومة سعد الحريري، رغم اعتراض حزب الله على ذلك، في 29 أكتوبر. في 19 ديسمبر، كلّف حسان دياب بتشكيل الحكومة الجديدة بدعم من حزب الله وحلفائه. شكّلت الحكومة في 21 يناير 2020، وتكونت من 20 وزيرًا منهم إثنين من حزب الله.

### انفجار مرفأ بيروت
في 4 أغسطس 2020، انفجرت 2750 طن من مادة نترات الأمونيوم كانت مخزنة في العنبر 12 في مرفأ بيروت، ما خلف نتائج كارثية على لبنان. أدّى الانفجار إلى وفاة أكثر من 190 بين لبناني وأجنبي، أكثر من 6500 مصاب، كما خسرت آلاف العائلات منازلها. قدّر حجم الخسائر الماديّة بأكثر من 15 مليار دولار أمريكي.
أُتهم حزب الله بالمسؤولية عن الانفجار عبر تخزين نيترات الأمونيوم لاستخدامها لاحقًا في عمليات عسكرية. قدّم نصر الله تعازيه بعد الانفجار، ونفى أن يكون هناك أي علاقة لحزب الله بالمواد المخزنة بالمرفأ، واعتبر أن لديه معلومات عن مرفأ حيفا أكثر من مرفأ بيروت. كما أعلن رفضه لتحقيق دولي في قضية الانفجار لرؤيته بأنه سيكون منحازًا لإسرائيل، كما هدد الأخيرة بأنها «ستدفع الثمن» في حال ثبت تورطها في الانفجار.

### اغتيال رفيق الحريري
في 14 فبراير 2005، اغتيل رئيس الحكومة السابق رفيق الحريري بعد انفجار سيارة مفخخة بـ ألف كغ من مادة (تي إن تي) أثناء مرور موكبه في بيروت. بعد 15 سنة، وتحديدًا في 18 أغسطس 2020، اتهمت المحكمة الدوليّة سليم عيّاش وهو عنصر في حزب الله بالمسؤولية خلف هذا الانفجار واغتيال الحريري.
رفض نصر الله مرارًا وتكرارًا المحكمة الدولية الخاصة بلبنان وقرارها، وصرّح أن حزبه سيتعامل مع القرار «كأنه لم يصدر»، واتهم إسرائيل بالمسؤولية خلف اغتيال الحريري.

## الصراعات العسكرية

### حرب تموز
بدأت حرب تموز في 2006، بعدما قام حزب الله بعملية عسكرية سمّاها عملية الوعد الصادق، إستطاع فيها قتل ثلاثة جنود إسرائيليين وأسر إثنين. خلال الحرب، تسبب القصف الإسرائيلي الذي كان يستهدف حزب الله بخسائر كبيرة في معظم مناطق بيروت، خاصة الضاحية الجنوبية ذات الأغلبية الشيعية والتي تعتبر معقل حزب الله السياسي والعسكري. في 3 أغسطس 2006، وعد نصر الله بقصف تل أبيب ردًا على القصف الإسرائيلي لبيروت. «إذا ضربتم بيروت، المقاومة الإسلامية ستضرب تل أبيب وهي قادرة على ذلك بمعونة الله»، كما أكّد أن حزب الله يلحق أضرارًا هائلة بقوات إسرائيل البرية.
خلال الصراع، تلقّى نصر الله نقدًا حادًا من الدول العربية، مثل الأردن، مصر والسعودية. ملك الأردن عبد الله الثاني ورئيس مصر حسني مبارك حذرا في 14 يوليو من المخاطر إذا دخلت المنطقة في «المغامرات التي لا تخدم المصالح العربية». اعتبر وزير الخارجية السعودي الأمير سعود الفيصل عمليات حزب الله بأنها «غير متوقعة، غير ملائمة وغير مسؤولة»، وأنها تعيد المنطقة إلى السنوات الماضية ولا يمكن القبول بها.
كما تلقى نصر الله إنتقاداتًا من عدّة أطرف لبنانية أيضًا. زعيم الدروز في لبنان وليد جنبلاط صرّح في مقابلة له مع قناة العربية «عظيم، إذا هو (نصر الله) بطل. أنا هنا أناقش بطولته، لدي الحق أن أناقشها لأن أرضي تحترق.» وأضاف «هل حزب الله يعترف بالدولة اللبنانية؟ وهل يحق له تحويل لبنان إلى ساحة حرب دائمة. لقد قرر الدخول في حرب دون إستشارة أحد.»

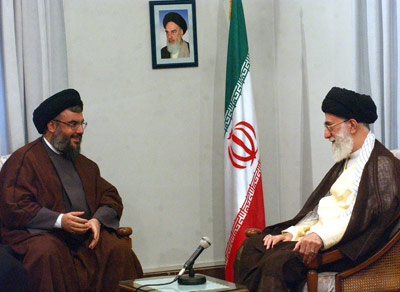
نصر الله زائرًا القائد الأعلى علي خامنئي في طهران عام 2005

بعد الحرب، ظهر ما يعرف بالصيح الأخضر، وفقًا للصحافي الإيراني الأصل أمير طاهري. «يدل المصطلح على توزيع حزب الله لكميات كبيرة من الدولارات الأمريكية بين المواطنين الذي تضرروا من الحرب في بيروت والجنوب. الدولارات كانت من إيران، ونقلت إلى بيروت عبر سوريا وقامت بتوزيعها شبكات من المقاتلين. أي أحد قادر على إثبات أن بيته تضرر خلال الحرب يحصل على 12,000$، مبلغ كبير في لبنان خارج من الحرب.»
في مقابلة تلفزيونية على قناة الجديدة في 27 أغسطس 2006، صرّح نصر الله أنه نادم على العملية ولم يكن ليأمر بأسر الجنديين لو كان يعلم أنها ستؤدي لحرب بهذا الشكل. «قيادة الحزب لم تتوقع ولو واحدًا في المئة أن تؤدي العملية إلى حرب بهذه السعة وبهذا الحجم. أنا مقتنع ومتأكد أن هذه الحرب كان مخططًا لها وأن أسر الجنديين كان ذريعة لإطلاقها. لو عرفت في 11 تموز أن العملية ستؤدي لحرب بهذا الشكل، هل كنت سأقوم بها؟ أقول لا، قطعًا لا.»

### الحرب الأهلية السورية
في 25 مايو 2013، صرّح نصر الله أن حزب الله يشارك في الحرب الأهلية السورية ضد "المتطرفين الإسلاميين"، ووعد أنه لن يسمح للمقاتلين السوريين بالسيطرة على الأراضي التي تحدّ لبنان. أكّد أيضًا أن حزب الله يحارب في مدينة القصير ذات الموقع الإستراتيجي إلى جانب الجيش السوري. "إذا سقطت سوريا في أيدي أمريكا، إسرائيل والتكفيريين، سيدخل سكان المنطقة في فترة مظلمة.
في يوليو 2014، قتل ابن أخ نصر الله، عندما كان يحارب في سوريا.

## محاولة اغتياله المزعومة 2008
في 15 أكتوبر 2008، قامت الملف، وهي مصدر إخباري عراقي، بنقل أخبار تشير إلى أن نصر الله خلال الأسبوع الماضي تعرض للتسمم، وقد قام بإنقاذه الأطباء الإيرانيين الذي ذهبوا إلى لبنان لعلاجه. المصادر أخبرت الجريدة أن مادة كيميائية سامة أستخدمت ضده، وأن حالته الصحية ظلت مركبة لمدّة أيام حتى وصل الأطباء الإيرانيون يوم الأحد عند الساعة 11:00 ليلًا عبر طائرة حربية خاصة، وإستطاعوا إنقاذ حياته. كما طرحت الملف أيضًا إمكانية سفر نصر الله لإيران لعلاج متقدّم. إدعت الملف أن المصادر تعتقد أن التسمم كان محاول اغتيال إسرائيلية بنسبة كبيرة.
حزب الله نفى أن نصر الله قد تعرض للتسمم. النائب حسين الحاج حسن، وهو عضو في حزب الله، قال: «هذا كذب وتأليف. صحيح أنني لم أرى نصر الله الأسبوع الماضي، إلا أنه بخير».
في سبتمبر 1997، فريق إسرائيلي من الموساد حاول اغتيال قائد حماس خالد مشعل عبر إدخال السم في أذنه. المحاولة فشلت، وعميلين إسرائيليين أعتقلا بينما لجأ الآخرون إلى السفارة الإسرائيلية في عمان. في فبراير 2008، كان عماد مغنية، أحد القادة العسكريين في حزب الله، قد أُغتيل في دمشق نتيجة إنفجار قنبلة. إتهم حزب الله إسرائيل بالمسؤولية عن الإنفجار، إلا أن إسرائيل نفت أن يكون لها أي علاقة بذلك. عباس الموسوي الأمين العام السابق لنصر الله كان أيضًا قد أغتيل بضربة إسرائيلية جوية في فبراير 1992.

### نفي نصر الله لمحاولة الاغتيال
في 25 أكتوبر 2008، خلال مقابلة مع قناة المنار، نفى نصر الله محاولة الاغتيال، وإتهم الإسرائيليين والأمريكيين بفبركة القصة واعتبرها جزءًا من الحرب النفسية ضد حزب الله التي تحاول تصوير أن الحزب يعاني من مشاكل داخلية ومحاولات اغتيال.
كما صرح أيضًا: إذا قمنا ببحث حول مواقع الإنترنت التي تنشر معلومات غير صحيحة مثل هذه، يتضح أنهم جميعًا يدارون من نفس الغرفة المظلمة، وأنها تهدف لخدمة المصالح الأمريكية الإسرائيلية. وأضاف أيضًا أن حزب الله قد فكر بنفي المعلومة عبر رسالة خطية، لكن عندما بدأت وكالات الأخبار بنشرها قررنا أن نقوم بمقابلة تلفزيونية، وها أنا هنا أقول لكم أنني لم أتسمم."

## اغتياله
في يوم الجمعة 24 ربيع الأول 1446هـ الموافق 27 سبتمبر (أيلول) 2024م، شنَّت القوات الجوية الإسرائيلية غارة جوية على مقرِّ حزب الله في ضاحية بيروت الجنوبية، وبحسب ما ورد استهدفت حسن نصر الله. وأعلنت وِزارةُ الصحة اللبنانية مقتل شخصين وإصابة 78 آخرين في أعقاب الغارة. ونفى حزب الله أولًا أن يكون نصر الله هو هدفَ الغارة الجوية.
وفي صباح يوم السبت 25 ربيع الأول 1446هـ الموافق 28 سبتمبر (أيلول) 2024م، ادعى الجيش الإسرائيلي أنه نجح في اغتياله. وبعد ساعات أعلن حزب الله والسلطات اللبنانية عن استشهاد السيد حسن نصر الله . نعاه الحزب قائلًا «لقد التحق سماحة السيد حسن نصرالله الأمين العام لحزب الله برفاقه الشهداء العظام الخالدين الذين قاد مسيرتهم نحوا من ثلاثين عاما.»
أُقيمت جنازة حسن نصر الله في 23 فبراير 2025م، وشُيِّع جثمانه وجثمان هاشم صفي الدين الذي كان يشغل منصب رئيس المجلس التنفيذي لحزب الله وانتُخب أمينًا عامًا للحزب خلفًا لنصر الله، قبل أن يُغتال بدوره في غارة إسرائيلية أخرى بعده بعدة أيام في 3 أكتوبر 2024م.

## الآراء السياسية

### حول إسرائيل والصراع العربي الإسرائيلي
قبل 2000، حول الإحتلال الإسرائيلي للبنان، قال نصر الله: 
في 2000، خلال مقابلة مع واشنطن بوست، قال نصر الله:
 في 26 مايو 2000، بعد انسحاب إسرائيل من جنوب لبنان، قال نصر الله: 
في 2006، قال نصر الله: 
على الرغم من اعتماده شعار "الموت لإسرائيل«و»الموت لأمريكا" في العديد من المرات، في 2003 خلال مقابلة له مع ذا نيويوركير، قال نصر الله: 
في 2004، سئل إن كان يوافق على حل الدولتين، قال نصر الله: 
في 2 أغسطس 2013، خلال مقابلة مع يوم القدس قال نصر الله: 

### حول اليهود والهولوكوست
وفقًا لنيوزيوك، وزارة الخارجية الإسرائيلية وروبرت ساتلوف، في 9 أبريل 2000 خلال خطاب في عاشوراء، قال نصر الله:
"إن اليهود هم من إخترعوا الهولوكوست. إنه لمن الواضح أن الأرقام التي يتكلمون عنها مبالغ فيها كثيرًا."
في 30 نوفمبر 2009، عندما كان يقرأ بيان الحزب الجديد، أعلن نصر الله:
"مشكلتنا مع الإسرائيليين ليسوا أنهم يهود، بل إنهم محتلون يغتصبون أرضنا وأماكننا المقدسة.
وفقًا لإقتباس الكاتب أمل سعد غريب، نصر الله قال:
"إذا بحثنا في العالم كله عن شخص أكثر جبنًا، حقارةً، ضعفًا، واهن في النفس، الفكر، الأيدولوجيا والدين، لن تجد أحدًا أكثر من اليهودي. لاحظ، أنا لا أقول الإسرائيلي."

### الدين الإسلامي والإسلام السياسي
حول الدين الإسلامي، قال نصر الله:
«الإسلام يحمل الحل لمشاكل أي مجتمع. بالنسبة لنا، بإختصار، الإسلام ليس دينًا بسيطًا يحتوي على الصلاة والتسبيح فحسب، بل هو رسالة إلهية صممت للإنسانية، تستطيع الإجابة عن أي سؤال يطرحه الإنسان في حياته العامة والشخصية. الإسلام دين مصمم للمجتمع القادر على الثورة والبناء.»
في 1988، ضمن محاضرة له مجيبًا على سؤال حول شكل النظام الذي يرغب به حزب الله في لبنان، قال نصر الله:
«مشروعنا، الذي لا خيار لنا أن نتبنى غيره، كوننا مؤمنين عقائديين، هو مشروع الدولة الإسلامية وحكم الإسلام وأن يكون لبنان ليس جمهورية إسلامية واحدًا وإنما جزء من الجمهورية الإسلامية الكبرى التي يحكمها صاحب الزمان ونائبه بالحق الولي الفقيه، الإمام الخميني.»
في 2006، خلال خطاب له نقل على قناة المنار والجزيرة حول رسوم صحيفة يولاندس بوستن الكاريكاتورية المسيئة لمحمد، قال نصر الله:
«لو كان هناك مسلم قام بتنفيذ فتوى الإمام الخميني ضد المرتد سلمان رشدي، هذا الرعاع الذي يسيئ لنبينا محمد في الدنمارك، النرويج وفرنسا لم يكن ليتجرأ أن يقوم بذلك. أنا متأكد أن هناك الملايين من المسلمين المستعدين لتقديم حياتهم للدفاع عن شرف نبينا ومستعدين لفعل أي شيء لذلك.»

### حول أحداث 11 سبتمبر
«ما علاقة الأشخاص الذين يعملون في برجي التجارة العالمية، مع آلاف الموظفين، النساء والرجال، بالحروب في الشرق الأوسط؟ نحن ندين هذا العمل، وندين أي عمل يشبهه.. بالتأكيد نحن لا نشجع أسلوب أسامة بن لادن، وموضة أسامة بن لادن. ندين بشكل واضح الكثير من العمليات التي نَفَّذها.»

### حول تجنيس الفلسطينيين في لبنان
وفقًا للجنة متابعة الدقة في تقارير الشرق الأوسط في أمريكا، قال نصر الله:
«اللبنانيين يرفضون إعطاء الفلسطينيين المقيمين في لبنان الجنسية اللبنانية، ونحن نرفض إعادة توطينهم في لبنان. هناك وعي لبناني بهذا الخصوص، ونشكر الله أننا نتفق جميعًا على نتيجة واضحة ومحددة وهي رفض توطين الفلسطينيين في لبنان.»

## آراء حوله
بحسب دراسة صدرت عن المركز الملكي للبحوث والدراسات الإسلامية بالأردن سنة 2009 فإن نصر الله يعد من بين أكثر خمسين شخصية تأثيرًا في العالم الإسلامي. تصف العديد من المصادر نصر الله بأن لديه كاريزما وشخصية قويتين، فخطبه الحماسية والواثقة في أيام الاحتلال الإسرائيلي لجنوب لبنان، وفي حرب لبنان 2006 أثّرت في الكثيرين على مستوى العالم العربي والإسلامي. وقد خرجت المظاهرات المؤيدة له آنذاك في لبنان وعدد من الدول العربية، ويعتقد البعض أن حسن نصر الله الشخصية التي تقوم بدور الزعامة في مواجهة إسرائيل بعد رحيل الرئيس المصري جمال عبد الناصر، ويذهب البعض إلى أبعد من هذا حينما يعتبرونه رمزا بما بعرف بمقاومة الاحتلال وقِوى الاستعمار في العصر الحديث بل إنهم يقارنونه بعبد القادر الجزائري وعمر المختار، وأنه يُعدّ من الشخصيات القليلة التي تحسب إسرائيل ألف حساب لتهديداته ووعوده. كما يتمتّع بشعبية كبيرة خارج لبنان وخصوصاً في إيران ومصر وسوريا وفلسطين والمغرب العربي والبحرين والعراق والمنطقة الشرقية بالسعودية والكويت لمواقفه ضد إسرائيل.
ويحظى حسن نصر الله باحترام وتقدير مجموعة من علماء الدين السنة ومنهم الشيخ محمد سعيد رمضان البوطي أحد كبار علماء سوريا، ومفتي مصر الشيخ علي جمعة، والشيخ إبراهيم زيد الكيلاني من الأردن، والداعية فتحي يكن أحد القيادات السنية في لبنان، والشيخ راشد الغنوشي من تونس، والشيخ علي بلحاج من الجزائر.

## الحياة الشخصية

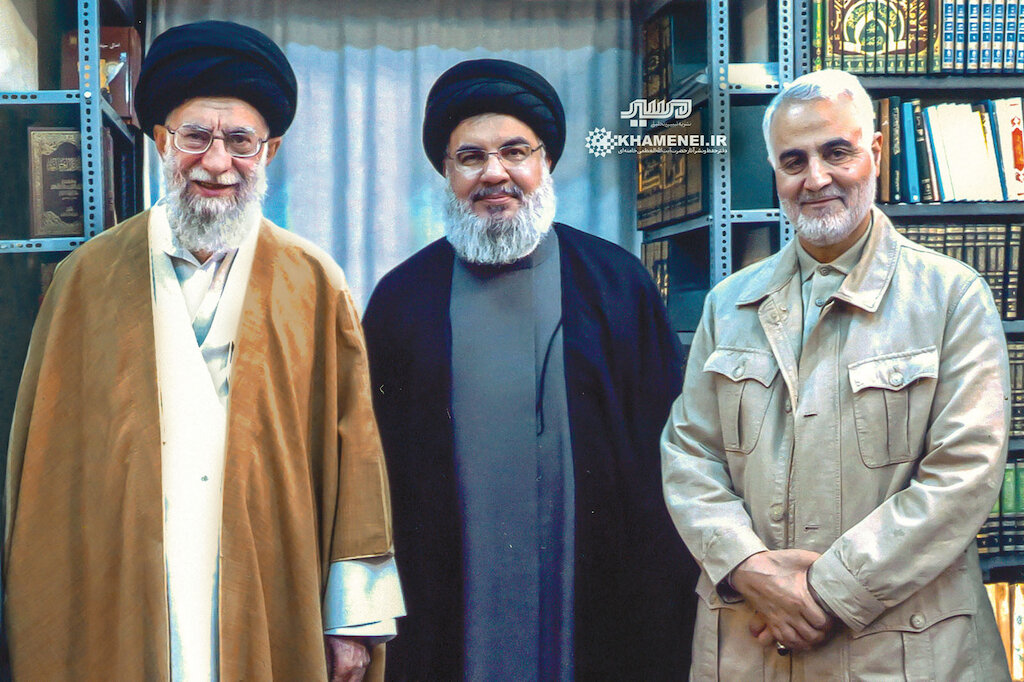
نصر الله مع علي خامنئي وقاسم سليماني.

نصر الله متزوج فاطمة ياسين، التي تعود أصولها إلى قرية العباسية، وله 5 أبناء: محمد جواد، وزينب، ومحمد علي، ومحمد مهدي. أمَّا ابنه الأكبر محمد هادي فقتل في معركة مع الجنود الإسرائيليين في سبتمبر 1997 في جبل الرفاعي.
في ليلة 12 سبتمبر 1997، قُتل أربعة مقاتلين من حزب الله في كمين إسرائيلي قرب مليخ. كان من بين القتلى محمد هادي، ابن نصر الله الأكبر الذي كان يبلغ من العمر ثمانية عشر عامًا. كما قُتل خمسة جنود لبنانيين وامرأة في غارة جوية متزامنة شمال منطقة الحزام الأمني. واعتُبرت هذه الهجمات ردًا على عملية قبل أسبوع قُتل فيها اثنا عشر جنديًا إسرائيليًا من الكوماندوز. نُقل عن نصر الله قوله بعد تلقيه خبر وفاة ابنه: «أفخر بأن أكون والدًا لأحد الشهداء.»
عندما أصدرت قوات الدفاع الإسرائيلية صورًا لجثمان ابنه وعرضت مبادلته بأجزاء جثث من الذين قُتلوا في الكمين السابق، رد نصر الله قائلاً: «احتفظوا به. لدينا الكثير من الرجال مثل هادي مستعدين لتقديم أنفسهم للنضال.» وأُقيمت فترة حداد استمرت سبعة أيام في جنوب بيروت، حضرها ما يقدر بنحو مئتي ألف شخص يوميًا. استُعيد رفات ابنه إلى لبنان في عام 2004 جزءً من تبادل الأسرى بين إسرائيل وحزب الله حيث لعب نصر الله دورًا كبيرًا.
بحسب وسائل إعلام سورية معارضة، فإن نصر الله هو صهر قائد حزب الله وسام الطویل الذي قُتل في غارة جوية إسرائيلية في كانون الثاني/يناير 2024.
في 25 مايو 2024، ذكرت وسائل إعلام تابعة لحزب الله أن والدة نصر الله الحاجة أم حسن قد توفيت.

## في الثقافة الشعبية
في أثناء حرب لبنان 2006، كُتبت أغنيتان عن حسن نصر الله، تمثل وجهتَي نظر متباينتين. الأولى أغنية "صقر لبنان" ونشرت في الضفة الغربية وقطاع غزة، والأخرى "يلا يا نصر الله" في إسرائيل.
في 2007، ألف المغني علاء زلزلي أغنية باسم «يا نصر الله»، وألفت المغنية المسيحية جوليا بطرس أغنية أخرى باسم «أحبائي» مستوحاة من خطاب نصر الله التلفزي إلى مقاتلي حزب الله في حرب تموز.

## وصلات خارجية
- حسن نصر الله على موقع أرشيف الشارخ.
- حسن نصر الله على موقع IMDb (الإنجليزية)
- حسن نصر الله على موقع الموسوعة البريطانية (الإنجليزية)
- حسن نصر الله على موقع مونزينجر (الألمانية)
- حسن نصر الله على موقع إن إن دي بي (الإنجليزية)
- حسن نصر الله على موقع ديسكوغز (الإنجليزية)
- حسن نصر الله على موقع قاعدة بيانات الفيلم (الإنجليزية)
- حسن نصر الله على موقع ليتربوكسد (الإنجليزية)